# Larry Gelbart

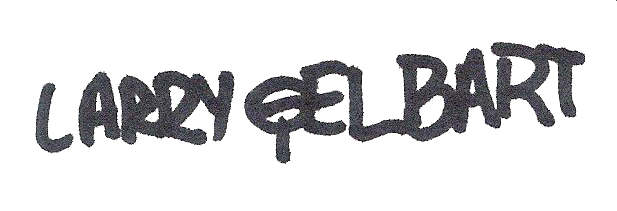
Unterschrift von Larry Gelbart

Lawrence Simon „Larry“ Gelbart (* 25. Februar 1928 in Chicago, Illinois; † 11. September 2009 in Beverly Hills, Kalifornien) war ein US-amerikanischer Drehbuchautor und Regisseur. Bekannt wurde er für eine über 60 Jahre währende erfolgreiche Karriere als Autor von Komödien und die Entwicklung der Fernsehserie M*A*S*H.

## Leben und Werk
Larry Gelbart startete seine Karriere in den 1940er Jahren beim Radio, wo er Skripte für die Danny Thomas-Show verfasste. Schon bald fand er den Weg zum Fernsehen. Dort arbeitete er unter anderem für Bob Hope und Sid Caesar, gemeinsam mit anderen jungen Autoren wie Woody Allen, Carl Reiner und Mel Brooks.
1962 verfasste er das Buch für das erfolgreiche Broadway-Musical Toll trieben es die alten Römer, das später auch verfilmt wurde. Danach ging er für mehrere Jahre nach England, wo er für verschiedene Fernsehserien arbeitete.
1972 bekam er den Auftrag, gemeinsam mit Gene Reynolds den Anti-Kriegsfilm M*A*S*H von Robert Altman in eine Fernsehserie umzusetzen. Das Ergebnis wurde zu einem der größten Hits in der Geschichte des Fernsehens. Elf Jahre lang begeisterten die Geschichten um ein amerikanisches Kriegslazarett die Zuschauer. Als die letzte Folge am 28. Februar 1983 über die Bildschirme lief, schauten 125 Millionen US-Amerikaner zu. 97 der 251 Folgen stammen aus der Feder von Larry Gelbart.
Für M*A*S*H gewann Gelbart 1974 einen Emmy. Für sein Drehbuch zu Carl Reiners Oh Gott … wurde er 1978 für den Oscar nominiert. Sein gemeinsam mit Murray Schisgal verfasstes Drehbuch zu Tootsie brachte ihm 1983 eine weitere Oscar-Nominierung ein; für Tootsie erhielt er außerdem den NSFC Award, den NYFCC Award und den LAFCA Award.
Larry Gelbart war eine der wenigen Hollywoodgrößen, die sich viele Jahre aktiv im Internet betätigten. Er beteiligte sich regelmäßig in der englischsprachigen M*A*S*H-Newsgroup und veröffentlichte seit Mai 2005 einen Weblog auf der Website The Huffington Post.
Gelbart war seit 1956 mit der Schauspielerin Patricia Marshall (1924–2018) verheiratet.

## Filmografie (Auswahl)
- 1962: Noch Zimmer frei (The Notorious Landlady)
- 1963: Was diese Frau so alles treibt (The Thrill of It All)
- 1966: Letzte Grüße von Onkel Joe (The Wrong Box)
- 1966: Toll trieben es die alten Römer (A Funny Thing Happened on the Way to the Forum)
- 1966: Finger weg von meiner Frau (Not with My Wife, You Don’t!)
- 1968: Der Keuschheitsgürtel (La cintura di castità)
- 1977: Oh Gott … (Oh God!)
- 1978: Movie Movie
- 1980: Der Löwe zeigt die Krallen (Rough Cut)
- 1981: Die verrückten Nachbarn (Neighbors)
- 1982: Tootsie
- 1984: Schuld daran ist Rio (Blame It on Rio)
- 2000: C-Scam
- 2000: Teuflisch (Bedazzled)
- 2003: Pancho Villa – Mexican Outlaw (And Starring Pancho Villa as Himself) (Fernsehfilm)